# 9748 van Ostaijen
A 9748 van Ostaijen (ideiglenes jelöléssel 1989 CS2) a Naprendszer kisbolygóövében található aszteroida. Eric Walter Elst fedezte fel 1989. február 4-én.